# مگس‌گیر کاکل‌نیلی
مگس‌گیر کاکل‌نیلی (نام علمی: Myiagra azureocapilla) نام یک گونه از سرده مگس‌گیرهای نوک‌پهن است.